# S Club 7 w Hollywood
S Club 7 w Hollywood (ang. Hollywood 7, znany również jako S Club 7 in Hollywood, 2001) – brytyjski serial komediowy.
Światowa premiera serialu miała miejsce 27 września 2001 roku na antenie CBBC. Ostatni odcinek serialu został emitowany do 20 grudnia 2001 roku. W Polsce nadawany był dawniej na kanale TVP1.

## Obsada
- Tina Barrett
- Paul Cattermole
- Jon Lee
- Bradley McIntosh
- Jo O’Meara
- Hannah Spearritt
- Rachel Stevens
- Barry Williams jako Dean Strickland

## Spis odcinków
| N/o            | Tytuł angielski  |
| -------------- | ---------------- |
|                |                  |
| SERIA PIERWSZA |                  |
|                |                  |
| 01             | The Last Chance  |
|                |                  |
| 02             | Dosh             |
|                |                  |
| 03             | Public Relations |
|                |                  |
| 04             | Doing the Deal   |
|                |                  |
| 05             | The Kiss         |
|                |                  |
| 06             | The Fan          |
|                |                  |
| 07             | The Cousin       |
|                |                  |
| 08             | The Stylist      |
|                |                  |
| 09             | Alone Again      |
|                |                  |
| 10             | Supporting Parts |
|                |                  |
| 11             | The Vanishing    |
|                |                  |
| 12             | The Concert      |
|                |                  |
| 13             | The Return       |
|                |                  |